# Peter Fischer (Sportfunktionär)

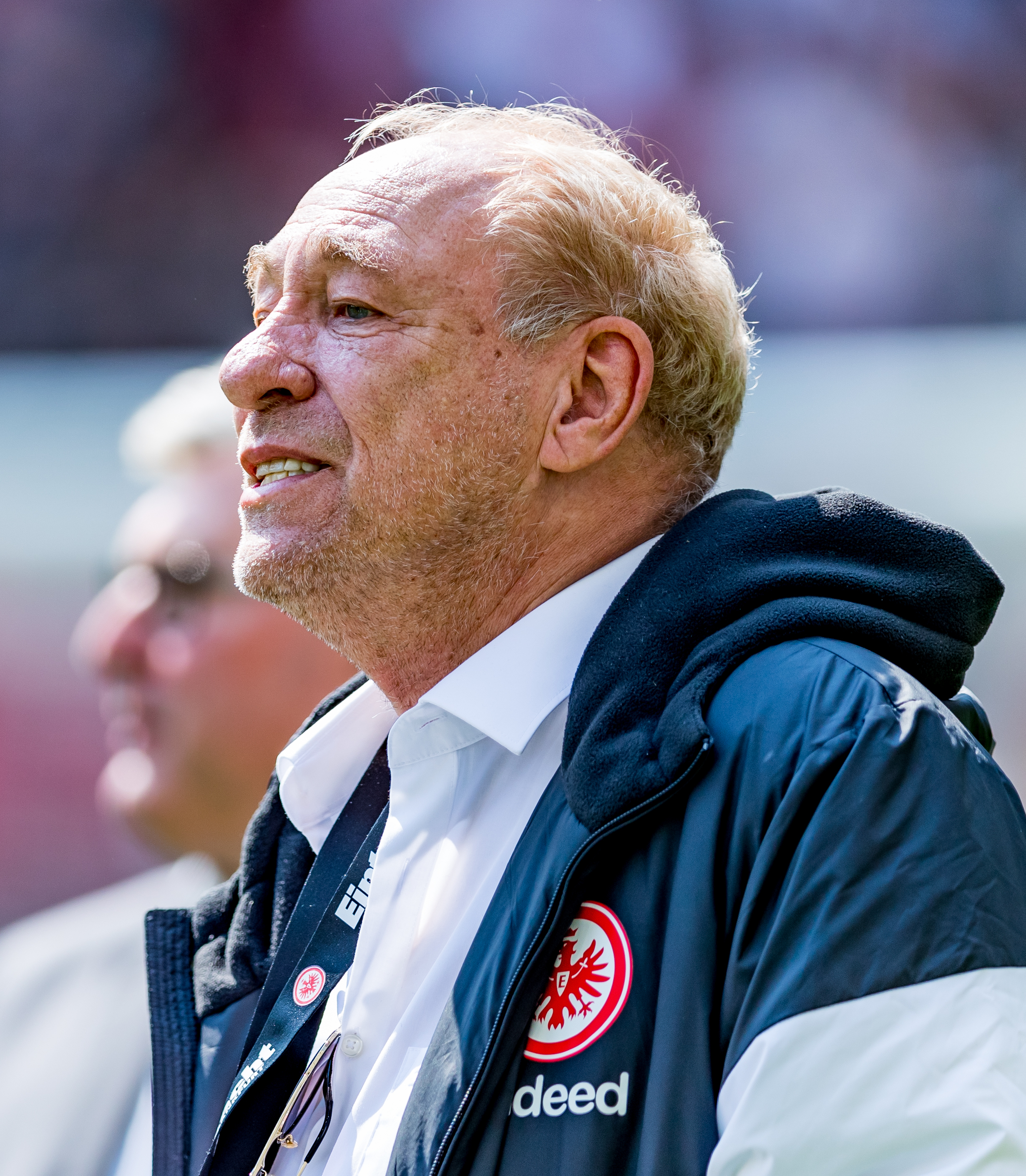
Peter Fischer (Mai 2022)

Peter Fischer (* 14. März 1956 in Lich) ist ein deutscher Sportfunktionär und Unternehmer. Von 2000 bis 2024 war er Präsident von Eintracht Frankfurt.

## Werdegang
Fischer ist seit 1975 Werbekaufmann und seit 1979 als Unternehmer in unterschiedlichen Bereichen tätig. Er war bzw. ist Inhaber einer Werbeagentur, zweier Modeboutiquen sowie mehrerer Nachtclubs im In- und Ausland. Ferner ist er als Buchautor und Unternehmensberater tätig.
Ab August 2000 war Fischer Präsident des Vereins Eintracht Frankfurt und in dieser Position Mitglied des Aufsichtsrates sowie ab 2005 stellvertretender Aufsichtsratsvorsitzender der Eintracht Frankfurt Fußball AG. Am 5. Mai 2023 gab Fischer bekannt, sein Amt als Präsident von Eintracht Frankfurt auf der Mitgliederversammlung 2024 zur Verfügung stellen zu wollen. Er begründete diesen Schritt unter anderem mit dem Schutz seiner Familie. Bei der Mitgliederversammlung am 5. Februar 2024 wurde Mathias Beck zu seinem Nachfolger gewählt. Zugleich wurde Fischer zum Ehrenpräsidenten gewählt. Er sagte in seiner Abschiedsrede:

„Wir sind ein Verein mit 112 Nationen. Wir sind ein bunter Club und akzeptieren nur bunt. […] Das ist das, was wir leben und umarmen. Wer das nicht lebt und umarmt, den schmeißen wir raus.“

In einem Interview mit der Frankfurter Allgemeinen Zeitung Ende Dezember 2017 sagte Fischer, dass nach der Vereinssatzung niemand Mitglied sein könne, der die Alternative für Deutschland (AfD) wähle, da es darin rassistische oder menschenverachtende Tendenzen gebe. Nach weiteren Interviews und Äußerungen mit Bezug zur AfD stellten die Landessprecher der AfD Hessen, Klaus Herrmann und Robert Lambrou, gegen Fischer Strafanzeige wegen Beleidigung, übler Nachrede und Verleumdung, da niemand wegen seiner politischen Anschauungen bevorzugt oder benachteiligt werden dürfe (Grundgesetz, Art. 3, Abs. 3), was gerade für an sich unpolitische Lebensbereiche wie den Sport gelte. Das Ermittlungsverfahren wurde von der Staatsanwaltschaft mit Verweis auf die freie Meinungsäußerung eingestellt.
Sich selbst bezeichnet er als polarisierend. Fischer sagte, er sei „ein Mensch, der von der Kommunikation kommt, den Dialog und die Streitkultur liebt“. Es müsse jedoch eine klare Ausgrenzung geben und er wolle nicht mit den Rechten reden, weil er gelernt habe, dass in diesem Fall „Diskussion und Dialog null Komma null Chancen haben“. Allein, dass er anderer Meinung sei, mache ihn zum Feind. Die Vorstellung von einem Gespräch, das auf Austausch von rationalen Argumenten basiert, gar davon, überzeugen zu können, sei eine Illusion. Im Frühjahr 2024 wurde Fischer von 65 Personen wegen Volksverhetzung und Beleidigung angezeigt. Die Staatsanwaltschaft Köln sah seine Aussagen von der Meinungsfreiheit gedeckt. Der Oppositionsführer im hessischen Landtag Robert Lambrou äußerte Unverständnis gegen diese Einschätzung, da Fischer, seiner Meinung nach, offen zur Gewalt gegen Wähler der Opposition aufrief. Fischer sagte wortwörtlich: "Rennt ihnen die Türen und die Tore ein, gebt ihnen Ohrfeigen, kotzt ihnen ins Gesicht".
Im Rahmen des Europa-League-Spiels am 21. Februar 2019 gegen Schachtar Donezk kam es zu einem Polizeieinsatz im Innenraum des Stadions, nachdem der hessische Innenminister die Aussage Fischers, „Ihr [der Sender DAZN] sollt kaputtgehen, weil ihr so viel Licht habt und das Spiel für euch etwas neblig wird“, als Hinweis gedeutet hatte, dass gegen das Sprengstoffrecht verstoßen werden sollte, etwa beim Zünden von Pyrotechnik. Kritisiert wurde hierbei auch medial, dass der Verein bereits unter Auflagen bei der UEFA spiele und andere Vereine eine Null-Toleranz-Politik in geschlossenen Stadien wegen häufiger Verstöße betreiben.
Auf Vorschlag der SPD-Landtagsfraktion in Hessen wurde Fischer zum Mitglied der 17. Bundesversammlung gewählt. Für seine eindeutige Positionierung gegen Rechtsextremismus, Antisemitismus und Rassismus wurde Fischer im Mai 2021 mit dem Fair Play Preis des Deutschen Sports
und im März 2022 mit der Buber-Rosenzweig-Medaille ausgezeichnet.

## Privates
Fischer hat zwei Söhne. Im Dezember 2004 überlebte er den Tsunami im Indischen Ozean. Seitdem engagiert er sich für die Hinterbliebenen und Opfer in Ko Phuket.
Im Februar 2023 ermittelte die Staatsanwaltschaft Frankfurt gegen ihn wegen des Verdachts des Erwerbs und Besitzes von Kokain. Das Verfahren wurde Ende März eingestellt.